# Chiara Bauer-Mitterlehner
Chiara Bauer-Mitterlehner (* 28. März 2009 in Wien) ist eine österreichische Schauspielerin.

## Leben
Chiara Bauer-Mitterlehner wurde 2009 in Wien geboren und hat einen Zwillingsbruder. Sie sang 2018 im Kinderchor der Staatsoper Wien und trat 2021 in zwei Folgen der Fernsehserie SOKO Kitzbühel auf. In der Spielzeit 2019/2020 spielte sie am Wiener Akademietheater in Die Traumdeutung von Sigmund Freud und seit der Spielzeit 2022/2023 am Burgtheater in Drei Winter. In der Fernsehreihe Blind ermittelt spielte sie 2024 eine Nebenrolle.
Neben der Schauspielerei geht Chiara Bauer-Mitterlehner erfolgreich verschiedenen sportlichen Aktivitäten nach. Sie spielt seit 2014 Eishockey bei den Vienna Junior Capitals und gehört zum Kader der österreichischen U-16-Mannschaft, auch spielt sie seit 2017 im Wiener Landeskader Golf.

## Filmografie
- 2021: SOKO Kitzbühel (Fernsehserie, 2 Folgen)
- 2022: Tage, die es nicht gab (Fernsehserie, 8 Folgen)
- 2024: Blind ermittelt – Tod im Kaffeehaus (Fernsehreihe)